# (34321) 2000 QY195
2000 QY195 (asteroide 34321) é um asteroide da cintura principal. Possui uma excentricidade de 0.08120260 e uma inclinação de 4.52785º.
Este asteroide foi descoberto no dia 28 de agosto de 2000 por LINEAR em Socorro.